# Purder Bach
Der Purder Bach ist ein etwa sechs Kilometer langer, nördlicher und rechter Zufluss der Großen Dhünn, einem Nebenfluss der Wupper, im nordrhein-westfälischen Oberbergischen Kreis und Rheinisch-Bergischen Kreis.

## Etymologie
Der Purder Bach hat seinen Namen von der Ortschaft Purd, an der er vorbeifließt.

## Geographie

### Verlauf
Der Purder Bach entspringt auf einer Höhe von 332 m ü. NHN bei Westhofen in der Stadt Hückeswagen. 
Er fließt nach Süden durch das Naturschutzgebiet Purder Bachtal und Nebenbäche an den Ortschaften Großkatern und Purd vorbei. Unterhalb von Purd verlässt der Bach Hückeswagener Gebiet und bildet anschließend die Grenze zwischen Wermelskirchener und Wipperfürther Gebiet, ehe er auf einer Höhe von 197 m ü. NHN bei Niederhagen in die Große Dhünn mündet. 
Der etwa 6,1 km lange Lauf des Purder Bachs endet ungefähr 135 Höhenmeter unterhalb seiner Quelle, er hat somit ein mittleres Sohlgefälle von 22 ‰.
Das ganze Tal ist Wasserschutzgebiet.

### Einzugsgebiet
Das etwa 9,38 km² große Einzugsgebiet des Purder Bachs liegt in der Dhünnhochfläche und wird durch ihn über die Große Dhünn, die Dhünn, die Wupper und den Rhein zur Nordsee entwässert.
Es grenzt 
- im Nordosten an das des Wupperzuflusses Brunsbach und das des Sohlbachs, der über den Berbecker Bach in die Wupper entwässert,
- im Osten an das des Berbecker Bachs selbst,
- im Südosten an das des Harthbachs, der in die Große Dhünn mündet,
- im Südwesten an das des Haarbachs, ebenfalls ein Zufluss der Großen Dhünn,
- im Westen an das der Kleinen Dhünn
- und im Norden an das der Dörpe, die in die Wupper mündet.

Das Einzugsgebiet ist geprägt durch die Naturschutzgebiete. Es besteht überwiegend aus Wiesen- und Waldflächen.
Die höchste Erhebung ist die Westerhofer Höhe mit  357,2 m ü. NHN im Norden des Einzugsgebiets.
Geologisch wird das Einzugsgebiet von Ton-, Schluff- und Sandgesteine des Mitteldevon dominiert.

### Zuflüsse
| Stat. in km | Name                | GKZ         | Lage   | Länge in km | EZG in km² | MQ in l/s | Mündungshöhe in m ü. NHN | Quellhöhe in m ü. NHN |
| ----------- | ------------------- | ----------- | ------ | ----------- | ---------- | --------- | ------------------------ | --------------------- |
| 005,20      | Scheideweger Bach   | 2736812-112 | rechts | 000,7000    |            |           | 273,400000               | 303,100000            |
| 005,00      | Bucher Siefen       | 2736812-114 | rechts | 000,2000    |            |           | 267,600000               | 303,800000            |
| 004,90      | Herrensiefen        | 2736812-116 | links0 | 000,3000    |            |           | 266,700000               | 291,600000            |
| 004,60      | Bochensiefen        | 2736812-118 | rechts | 000,5000    |            |           | 259,000000               | 305,000000            |
| 003,40      | Katernbach          | 2736812-12  | rechts | 001,0000    | 0000,6000  | 0014,7000 | 232,300000               | 309,600000            |
| 003,00      | Mohlsbach           | 2736812-2   | links0 | 002,6000    | 0002,8000  | 0071,5000 | 226,000000               | 311,700000            |
| 002,70      | Oelchesberger Delle | 2736812-32  | rechts | 000,3000    |            |           | 221,400000               | 260,900000            |
| 002,50      | Burgerhofer Bach    | 2736812-34  | links0 | 000,7000    |            |           | 218,800000               | 290,800000            |
| 002,30      | Oelchesbergsiefen   | 2736812-352 | rechts | 000,1000    |            |           | 216,600000               | 244,500000            |
| 001,70      | Purder Siefen       | 2736812-36  | links0 | 000,5000    |            |           | 208,100000               | 264,700000            |
| 001,20      | Wickesberger Bach   | 2736812-4   | rechts | 001,7000    | 0001,9000  | 0046,9000 | 202,800000               | 287,800000            |
| 001,10      | Kohlensiefen        | 2736812-912 | links0 | 000,3000    |            |           | 200,700000               | 251,400000            |
| 000,80      | Friedenberger Bach  | 2736812-92  | rechts | 000,5000    |            |           | 198,400000               | 245,500000            |
| 000,30      | Haßsiefen           | 2736812-94  | rechts | 000,5000    |            |           | 192,800000               | 236,100000            |

Anmerkungen zur Tabelle
1. ↑  Gewässerverzeichnis des Landesamtes für Natur, Umwelt und Verbraucherschutz NRW 2010 (XLS; 4,67 MB)(Hinweise)
2. ↑  FlussGebietsGeoinformationsSystem des Wupperverbandes
3. ↑  Fachinformationssystem ELWAS des Ministeriums für Umwelt, Naturschutz und Verkehr NRW (Hinweise)
4. ↑  Gewässerkennzahl, in Deutschland die amtliche Fließgewässerkennziffer mit zur besseren Lesbarkeit eingefügtem Trenner hinter dem Präfix, das einheitlich für den allen gemeinsamen Vorfluter Purder Bach steht.

### Flusssystem Purder Bach
- Liste der Fließgewässer im Flusssystem Purder Bach

## Naturschutzgebiete
- Purder Bachtal und Nebenbäche
- Purder Bachtal
- Wickesberger Bachtal und Seitenbäche

## Mühlen
Die Purder Mühle (⊙) wurde zwischen 1836 und 1857 als Frucht- und Knochenmühle gegründet. Insgesamt gab es später eine Roggenmühle, eine Weizenmühle, eine Knochenmühle und eine Klauenmühle. Als letzte davon wurde Anfang der 1960er Jahre die Klauenmühle stillgelegt. Eine Turbine ist noch vorhanden.
Etwa einem Kilometer weiter nördlich soll es zwischen 1600 und 1800 eine Walkmühle (⊙)
am Bachlauf gegeben haben.